# Viktória Tókareva
Viktória Samóilovna Tókareva (rus: Викто́рия Само́йловна То́карева, nascuda a Leningrad el 20 de novembre de 1937) és una guionista i contista soviètica i russa.

## Biografia
Viktória Tókareva va néixer el 1937 a Leningrad, a la família de l'enginyer Samuïl Nassónovitx Xéfter (1907-1945), d'origen jueu, i Natàlia Stepànovna Khlópova (1913—1995), d'origen russoucraïnès, natural de l'oblast de Donetsk, qui treballava com a mecanògrafa. La família del pare es va traslladar a Leningrad des de Belarús. Els pares vivien en un apartament d'una habitació a la Lesnoi Prospekt de Sant Petersburg. El pare va ser cridat a la milícia i, posteriorment, greument malalt, va ser hospitalitzat amb càncer d'esòfag i va morir el gener de 1945. Durant la guerra, la mare i les dues filles, Viktória (1937) i Reguina (1936), van ser evacuades al poble de Kíknur, óblast de Kírov, on també havia estat evacuada tota la família del seu pare. Durant molt de temps, la família va rebre l'ajut del germà gran del seu pare, "l'oncle Jénia" (Ie. N. Xéfter, 1900-1961), director de la planta metal·lúrgica de Leningrad.
L'amor per la literatura es va manifestar als 13 anys quan la seva mare li va llegir la història de Txékhov “El violí de Rothschild”. Tot i això, la passió per la literatura no es va convertir immediatament en un desig d'esdevenir escriptora: ja de petita, Tókareva va decidir estudiar medicina. Però la seva sol·licitud va ser rebutjada, i va haver de rebre una formació musical, en la qual va estudiar piano durant quatre anys, primer a l'Escola de Música de Leningrad (graduada el 1958), i després al Conservatori Estatal de Leningrad.
Després del matrimoni, Viktória Tókareva es va traslladar a Moscou. Va treballar a una escola de música infantil com a professora de cant i després va començar a escriure prosa, i després va treballar com a redactora a l'estudi de cinema Mosfilm.
El 1962, Tókareva, sota el patrocini del poeta Serguei Mikhalkov, va ingressar a l'Institut Gueràssimov de Cinematografia, departament de guionistes, on es va graduar el 1967. En el seu segon any a l'institut, per consell de Vladímir Voinóvitx, va publicar el seu primer conte, Un dia sense mentides, rus: День без вранья» (editorial Molodaia Gvàrdia).
El 1971 es va incorporar a la Unió d'Escriptors Soviètics.
Entre els llibres escrits aquests dies destaquen Happy end, rus: "Хэппи энд" (1995), En lloc de mi, rus: "Вместо меня" (1995), i Cavalls amb ales, rus: "Лошади с крыльями" (1996). També publica a les revistes Novi mir i Iunost.
El 1968 va ser guardonada amb els premis "Vedell d'or", rus: Золотой телёнок, i "Club 12 cadires", rus: Клуб 12 стульев, atorgats per Literatúrnaia gazeta. Fou un dels tres primers guardonats.

## Família
- Marit - Víktor Tókarev (1930-2019).
  - Filla - Natàlia Tókareva (nascuda el 1965), va estar casada amb Valeri Todorovski.
    - Net - Piotr Valérievitx Todorovski (nascut el 1986).
    - Neta - Iekaterina Valérievna Todoróvskaia (nascuda el 1995).

## Treballs al cinema
Tókareva va començar a treballar amb diversos realitzadors soviètics a partir de finals dels anys seixanta. Avui, Viktória Samóilovna compta amb 14 guions, molts dels quals són adaptacions de les seves històries o llibres, entre ells 100 grams per valentia (1976), Abans de l'examen (1977), Talismà” (1983).
Tres pel·lícules, Els cavallers de la sort (1971, guió amb Gueorgui Danélia), Miminó (1977, guió amb Revaz Gabriadze i Gueorgui Danélia) i Un gos caminava sobre el piano (1978), van tenir un gran èxit, especialment Miminó, que va rebre una medalla d'or al Festival Internacional de Cinema de Moscou el 1977.

## Filmografia (guionista)
- 1968 — Урок литературы / Una lliçó de literatura
- 1971 — Джентльмены удачи / Els cavallers de la sort (amb Gueorgui Danélia)
- 1973 — Совсем пропащий / Absolutament perdut (adaptació cinematogràfica de la novel·la de Mark Twain Les aventures de Huckleberry Finn, amb Gueorgui Danélia)
- 1976 — Сто грамм для храбрости / Cent grams pel coratge
- 1977 — Мимино / Minimó (amb Rezo Gabriadze i Gueorgui Danélia)
- 1977 — Перед экзаменом / Abans de l'examen
- 1978 — Шла собака по роялю / Un gos caminava sobre el piano
- 1981 — Шляпа / Barret
- 1983 — Талисман / Talismà
- 1987 — Apstākļu sakritība / Coincidència de circumstàncies
- 1993 — Ты есть… / Tu ets...
- 2000 — Вместо меня / En comptes de mi
- 2006 — Простая история / Una història senzilla